# スミス郡 (テネシー州)
座標: 北緯36度15分 西経85度58分 / 北緯36.25度 西経85.96度
スミス郡（英: Smith County）は、アメリカ合衆国のテネシー州にある郡。2000年国勢調査時の人口は1万7712人で、郡庁所在地はカーセッジ (Carthage)である。
ナッシュビル-デイビッドソン-マーフリーズボロ-フランクリン大都市統計地域（大都市圏）の域内にある。

## 地理
国勢調査局の調査では総面積843平方キロ（325平方マイル）で、うち814平方キロ（314平方マイル）が陸地、総面積の3.36%にあたる28平方キロ（11平方マイル）が水域である。
隣接する郡
- メイコン郡（北）
- ジャクソン郡（北東）
- パットナム郡（東）
- ディカーブ郡（南東）
- ウィルソン郡（西）
- トラウスデール郡（北西）

## 人口動態
2000年の国勢調査時点でこの郡には1万7712人、6878世帯、5069家族が暮らしている。人口密度は1平方キロあたり22人で、平方マイルに換算すると56人となる。住居数は7665軒で、1平方キロあたりに平均9軒（1平方マイルあたりでは24軒）が建っていることになる。住民のうち白人は95.42%、アフリカ系は2.53%を、ネイティブ・アメリカンは0.37%、アジア系は0.17%、太平洋諸島系は0.01%、その他の人種は0.59%を、混血は0.93%を、ヒスパニック（ラテン系）は1.13%を占める。

2000年国勢調査の結果をもとに作成した郡の人口ピラミッド

6878世帯のうち34.1%は18歳未満の子供と暮らしており、60.1%は夫婦で生活している。9.8%は未婚の女性が世帯主であり、26.3%は家族以外の住人と同居している。23.4%が独り身世帯で、11.1%を独居老人が占める。1世帯あたりの平均構成人数は2.55人、家庭の構成人数は3.00人である。
住民のうち25.5%が18歳未満の未成年、8.0%が18歳以上24歳以下、30.0%が25歳以上44歳以下、23.1%が45歳以上64歳以下、13.4%が65歳以上となっており、平均年齢は37歳である。女性100人に対し男性が97.0人いる一方、18歳以上の女性100人ごとに対しては92.4人いる。
一世帯あたりの平均収入は3万5625米ドルで、家族ごとでは4万1645米ドルである。男性の平均収入は3万853米ドル、女性の平均収入は2万2133米ドルで、労働者でない人々も含めた住民一人当たりの収入は1万7473米ドルとなる。総人口の12.2%、家族の10.3%、18歳未満の子どもの14.7%、および65歳以上の老人の14.8%は貧困線以下の収入で生計を立てている。

## 都市および町

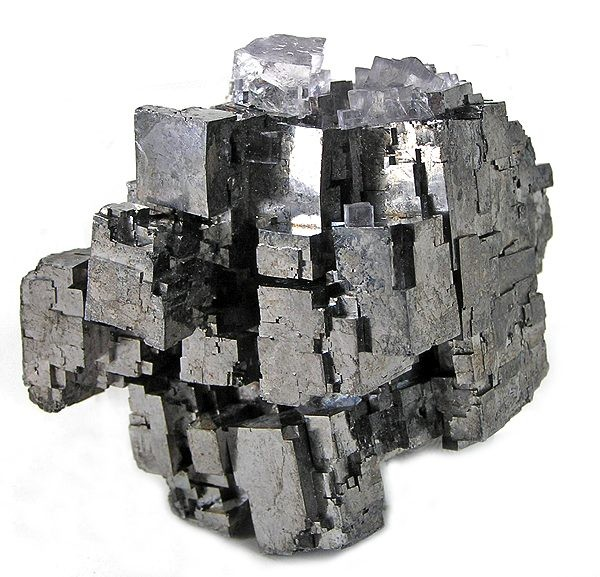
カーセッジ南方のエルムウッド鉱山から産出された立派な方鉛鉱

- カーセッジ (en:Carthage, Tennessee)
- ゴードンズビル (en:Gordonsville, Tennessee)
- サウスカーセッジ (en:South Carthage, Tennessee)

非法人地域
- ブラッシュクリーク (Brush Creek)
- チェストナットマウンド (Chestnut Mound)
- ディフィーテッド (en:Defeated, Tennessee)
- ディクソンスプリングズ (en:Dixon Springs, Tennessee)
- エルムウッド (Elmwood)
- ランカスター (Lancaster)
- プレザントシェード (Pleasant Shade)
- リドルトン (Riddleton)
- ロックシティ (Rock City)
- ローム (Rome)
- ストーンウォール (Stonewall)